# Чубуков, Андрей Вадимович
Андрей Чубуков (Andrey V. Chubukov) — физик-теоретик, специалист в области физики конденсированного состояния.

## Биография
Родился в Москве 24.02.1959. По матери — потомок переселенцев из США.
Окончил МГУ (январь 1982) и его аспирантуру (апрель 1985, с защитой диссертации на тему «Теория неколлинеарных ферромагнитных структур с анизотропией типа „легкая плоскость“ и произвольной величиной узельного спина», научный руководитель М. И. Каганов).
В 1985—1997 годах научный сотрудник, с 1988 года старший научный сотрудник Института физических проблем им. П. Л. Капицы. Одновременно (по совместительству) в 1986—1989 годах преподаватель кафедры физики МГУ.
Работа за границей:
- 1990—1992 годах учёный-исследователь департамента физики университета Иллинойс, США
- 1992—1993 годах то же, Ейльский университет, Нью-Хейвен
- 1993—2000 годах там же — ассоциированный профессор

С 2000 года по настоящее время — профессор Физического факультета Университета Висконсин—Мэдисон, штат Висконсин, США.

## Публикации
- М. И. Каганов, А. В. Чубуков «Взаимодействующие магноны» УФН 153 537—578 (1987)
- Михайлов А. С, Чубуков А. В. Излучение электромагнитных волн при параметрическом возбуждении магнонов в антиферромагнетиках // ЖЭТФ. — 1984. — 86, вып. 4. — С. 1401—1410.
- Косевич Ю. А., Чубуков А. В. Взаимодействие спиновых волн в низкоразмерных Гейзенберговских магнетиках. Письма в ЖЭТФ. − 1986. — Т.43. № 1. — С. 27-30.
- Голосов Д. И., Чубуков А. В. Письма в ЖЭТФ 50 416 (1989)
- Каган М. Ю., Чубуков А. В. О возможности сверхтекучего перехода в слабонеиде- альном ферми-газе с отталкиванием.// Письма в ЖЭТФ. — 1988. — Т. 47.
- Magnetism, superconductivity, and pairing symmetry in iron-based superconductors. A. V. Chubukov, D. V. Efremov, and I. Eremin. Phys. Rev. B 78, 134512 — Published 10 October 2008 — статья цитирована свыше 550 раз.